# فرودگاه بین‌المللی زوارتنوتس
فرودگاه بین‌المللی زوارتنوتس (ارمنی: Զվարթնոց Միջազգային Օդակայան؛ Zvart'nots' Mijazgayin Odanavakayan) (یاتا: EVN، ایکائو: UDYZ) فرودگاهی بین‌المللی است که در سال ۱۹۷۱ میلادی ساخته شده و در نزدیکی زوارتنوتس، ارمنستان و در ۱۲ کیلومتر (۷٫۵ مایل) غرب شهر ایروان، پایتخت کشور ارمنستان قرار دارد.
تأمین امنیت این فرودگاه را نگهبانانی از روسیه و ارمنستان برعهده دارند.

## نگارخانه

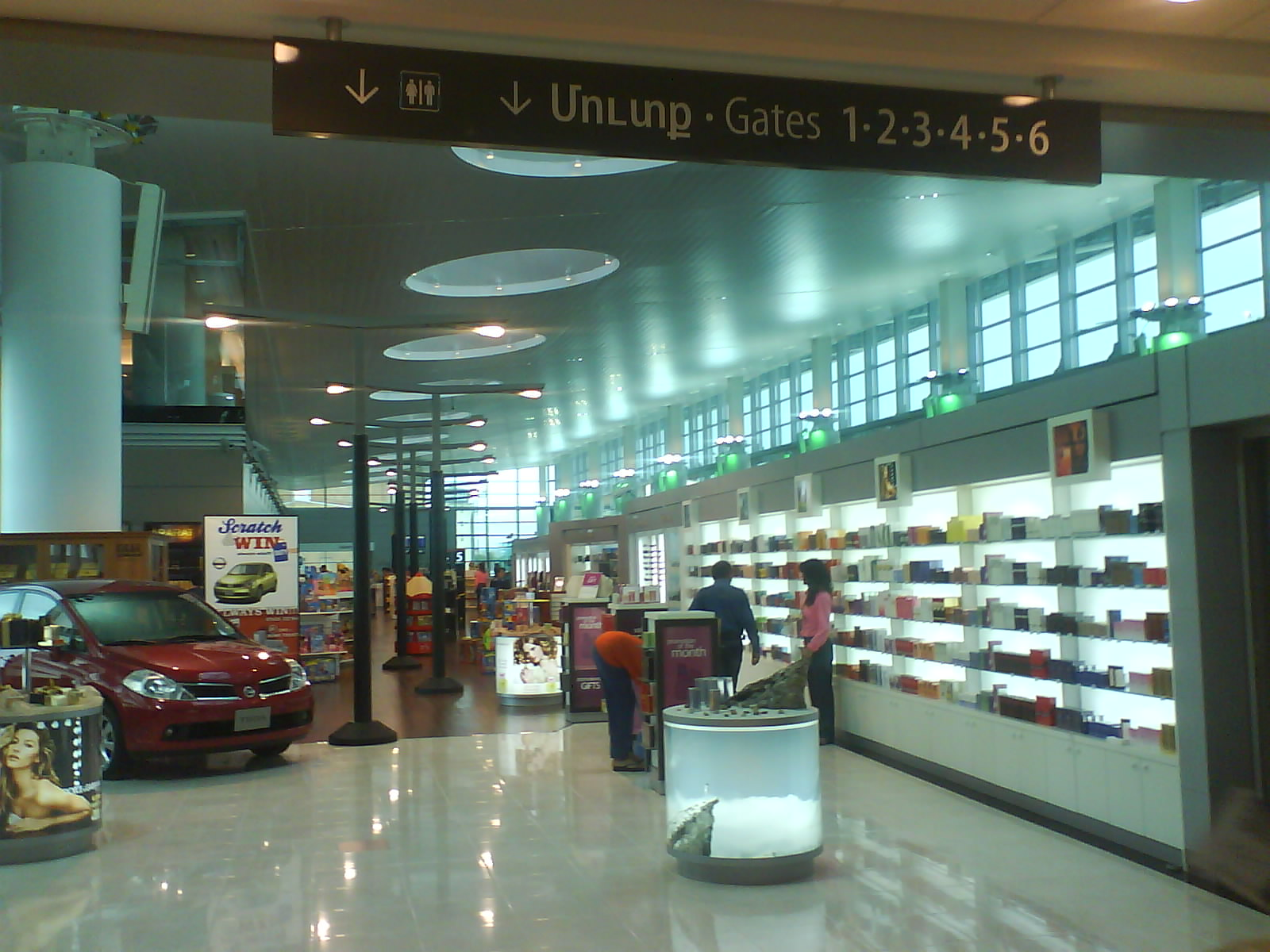
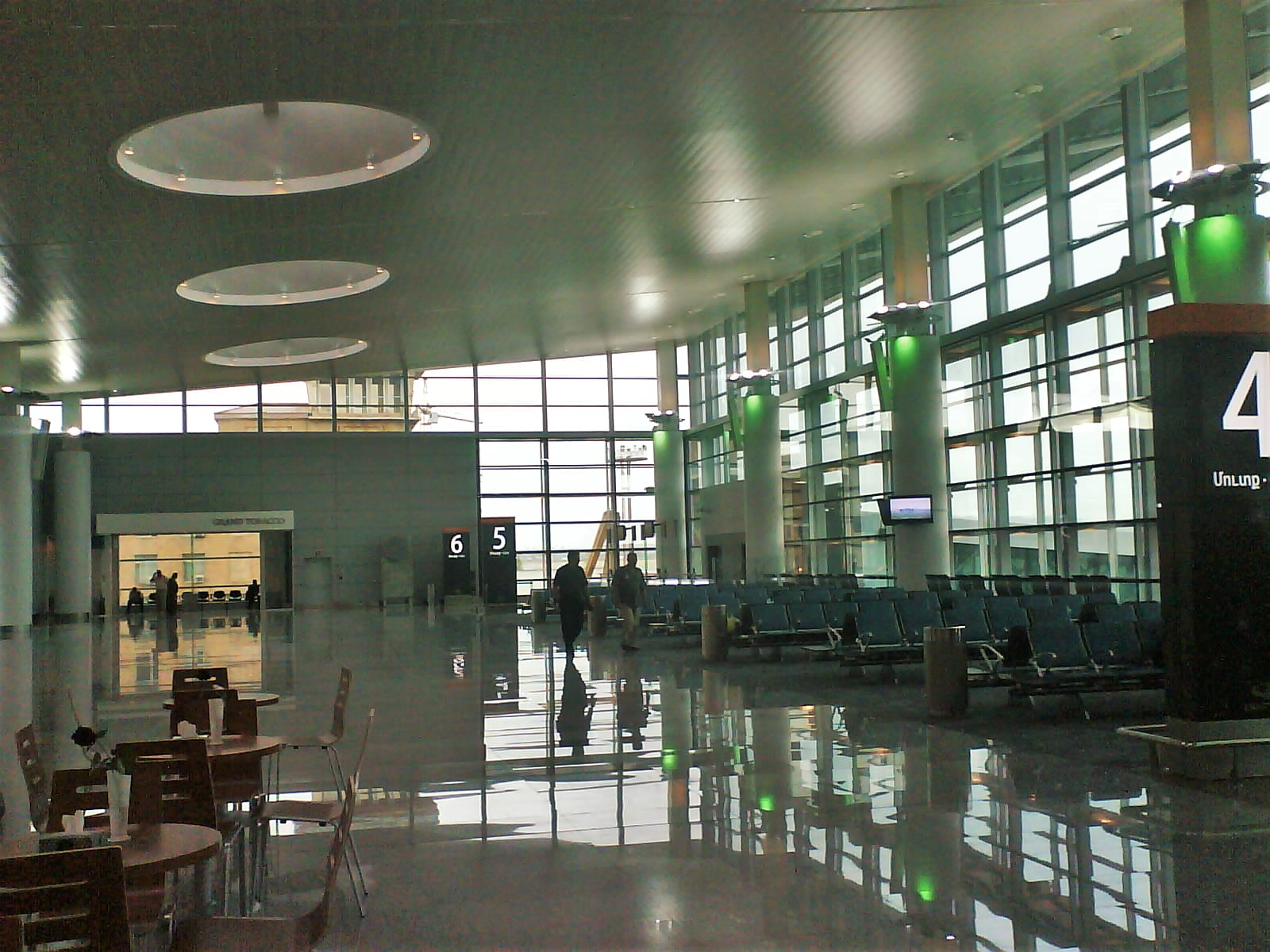
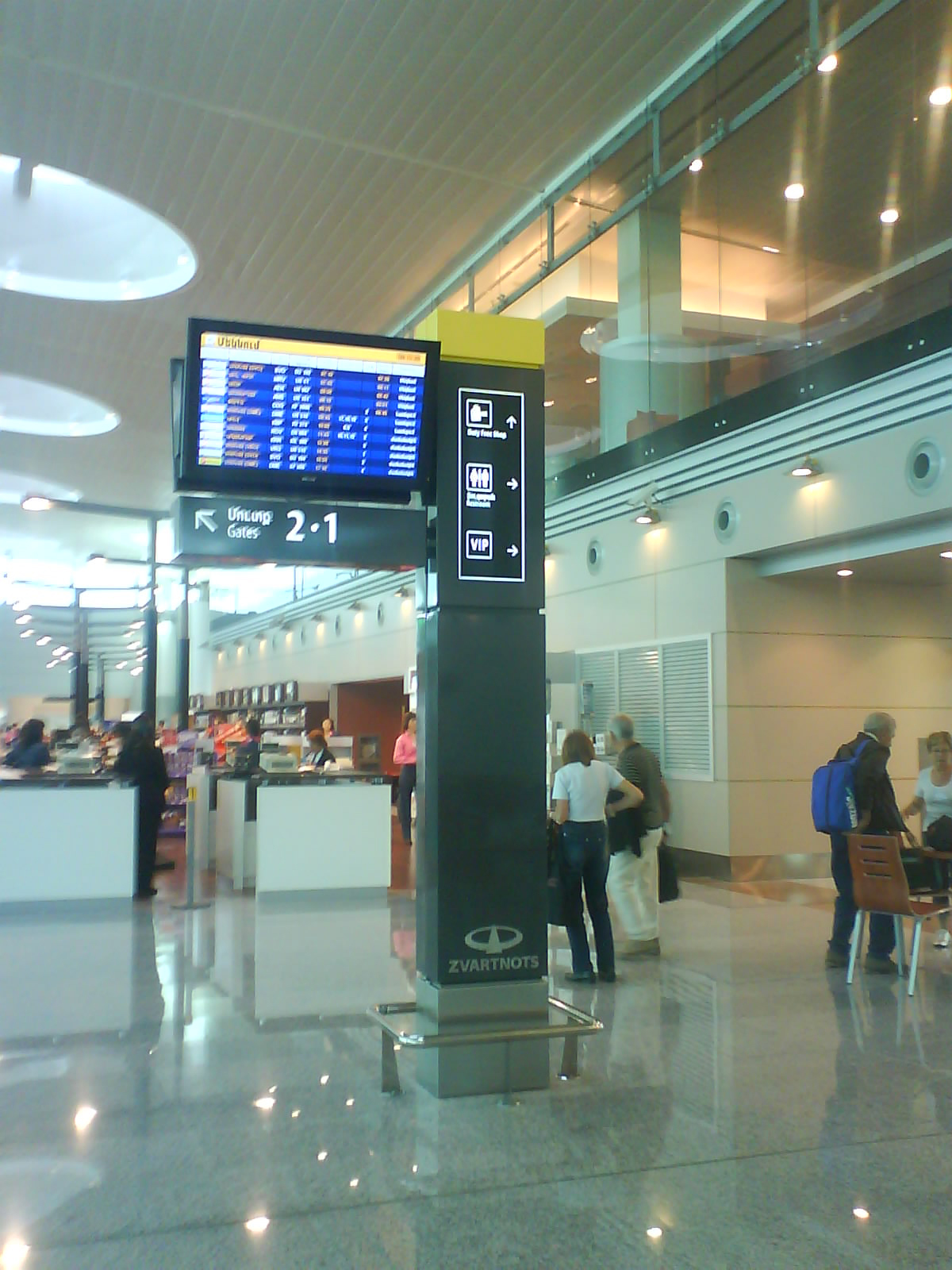
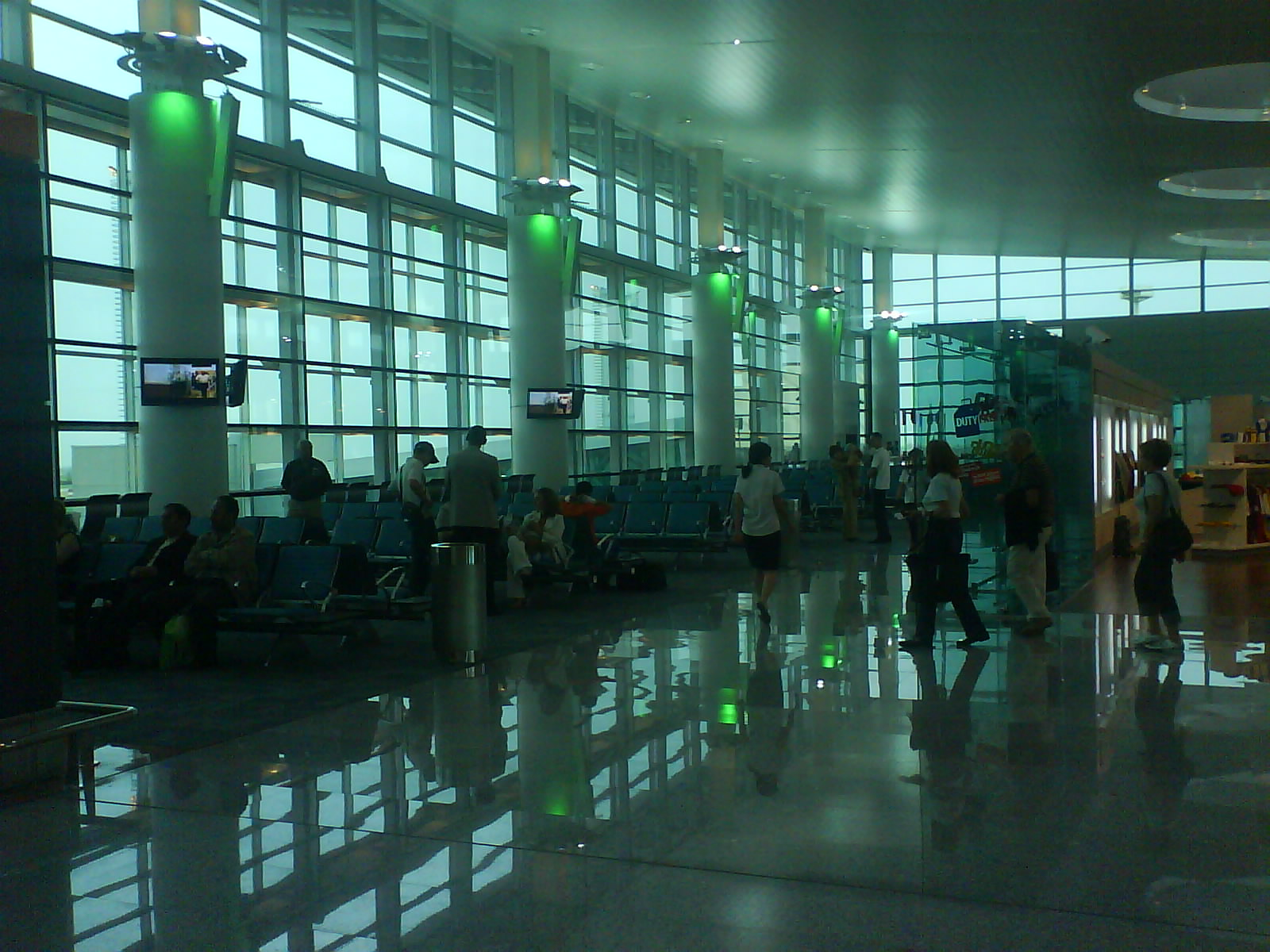
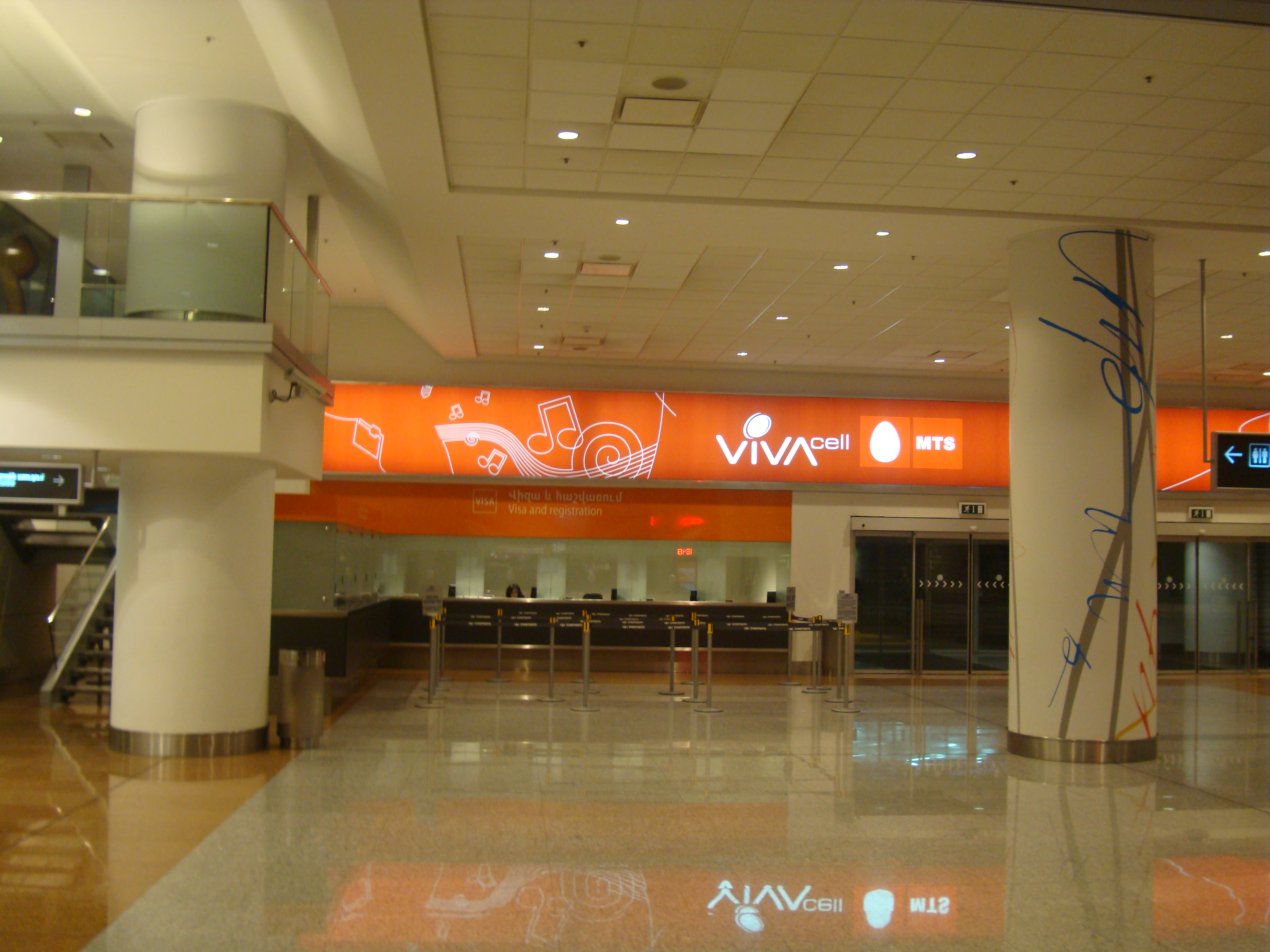
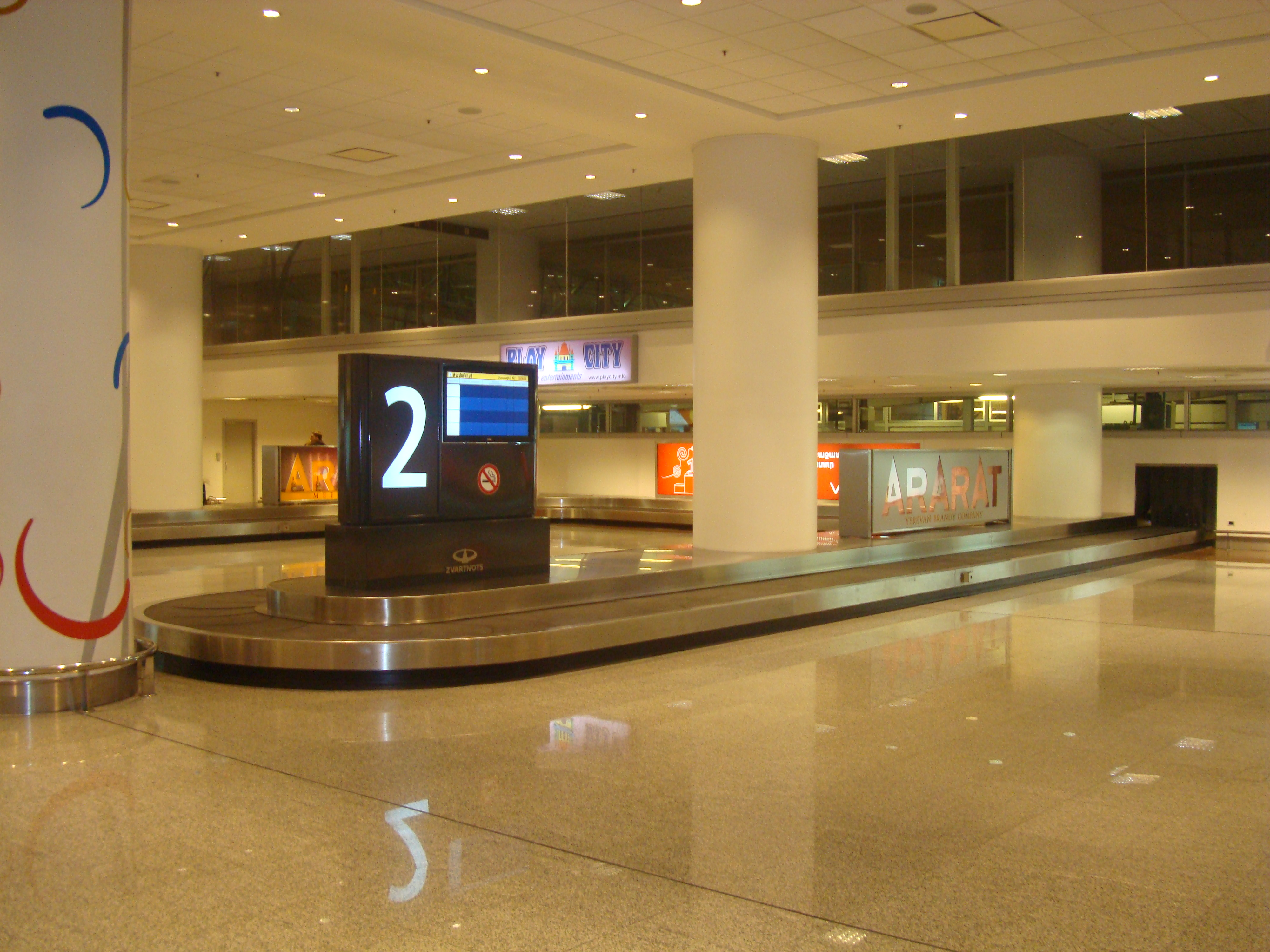

## شرکت‌های هواپیمایی و مقصدهای پروازی

### مسافری
| شرکت‌های هواپیمایی                      | مقصدهای پروازی |
| -------------------------------------- | --- |
| ایجین ایرلاینز                         | آتن چارتر: هراکلین، رود، سالونیک |
| آئروفلوت                               | شرمتیوو |
| آئروفلوت اجرا توسط روسیه ایرلاینز      | سوچی |
| ایر عربیا                              | شارجه |
| ایر قاهره                              | غردقه، شرم‌الشیخ |
| ایر فرانس                              | شارل دوگل پاریس |
| شرکت هواپیمایی آرمنیا                  | رفیق حریری بیروت، مینرالنیه وودی، تفلیس، امام خمینی، بن گوریون، سالونیک، چرتوویتسکویه چارتر: آراکسوس، بارسلونا-ال پرات، کورفو، کالاماتا، لارناکا، پودگوریتسا، سردار جنگل رشت، رود، شهید دستغیب شیراز، تیوات، ونیز مارکو پولو |
| ای‌ام‌سی ایرلاینز                        | چارتر: غردقه، شرم‌الشیخ (آغاز از ۲۴ سپتامبر ۲۰۱۷) |
| آسترین ایرلاینز                        | وین |
| بلاویا                                 | مینسک |
| بروکسل ایرلاینز                        | بروکسل |
| بلغاریا ایر                            | چارتر: بورگاس، وارنا |
| شام وینگز ایرلاینز                     | دمشق |
| فلای‌دبی                                | دوبی |
| جورجین ایرویز                          | تفلیس |
| هواپیمایی آسمان                        | امام خمینی |
| هواپیمایی نفت ایران                    | فصلی: اهواز، شهید بهشتی اصفهان |
| کیش ایر                                | شهید دستغیب شیراز، امام خمینی |
| لوت پولیش ایرلاینز                     | شوپن ورشو |
| هواپیمایی ماهان                        | امام خمینی |
| هواپیمایی خاورمیانه                    | رفیق حریری بیروت |
| نوردویند ایرلاینز                      | شرمتیوو، سوچی |
| هواپیمایی قطر                          | حمد |
| اس۷ ایرلاینز                           | دوموده‌دوو، تولمچوا |
| اس۷ ایرلاینز اجرا توسط گلوبوس ایرلاینز | فصلی: دوموده‌دوو |
| اسکات ایرلاینز                         | آقتائو، آستانه |
| هواپیمایی تابان                        | فصلی: شهید بهشتی اصفهان، شهید مدنی تبریز چارتر: شهید هاشمی‌نژاد مشهد، دشت ناز ساری، شهید دستغیب شیراز |
| هواپیمایی بین‌المللی اوکراین            | بوریسپیل فصلی: اودسا |
| اورال ایرلاینز                         | پاشکوفسکی، دوموده‌دوو، روستوف-نا-دونو، پالکوو، کورومچ، سوچی, کولتسوو |
| یوتی‌ایر اوییشن                         | ونوکووا |
| هواپیمایی زاگرس                        | چارتر: امام خمینی، شهید دستغیب شیراز |

Error! The parameter format used for {{airport destination list}} is obsolete.

### باری
| شرکت‌های هواپیمایی | مقصدهای پروازی |
| ----------------- | -------------- |
| ایر آرمنیا        | فرانکفورت-هان  |
| کوین ایرویز       | تفلیس          |